# Ганготри ледник
Ганготри ледник се налази у округу Утаркаши, Утараканд, Индија, у региону који се граничи са Тибетом. Овај ледник, један од примарних извора Ганга, један је од највећих на Хималајима са процењеном запремином од преко 27 кубних километара.  Ледник је дуг око 30 километара и широк 2 до 4 км. Око ледника налазе се врхови Ганготри групе, укључујући неколико врхова запажених по изузетно изазовним пењачким рутама. Простире се северозападно, почев из Цирка испод Чаукамбе, највишег врха.

За крај ледника се каже да подсећа на уста краве, а место се зове Гомук или Гаумук ( гоу, крава + мук, лице). Гомук, који се налази око 19 километара од Гангортија, је извор реке Багирати, важне притоке Ганга . Гомук се налази у близини базе Шивлинг. 
Ганготри ледник је традиционално хиндуистичко место ходочашћа . Побожни хиндуисти сматрају купање у леденим водама близу града светим ритуалом, а многи су путовали до Гомуха, а неколицина је наставила даље до Тапована . Тренутно је смештај доступан само у Бовасу, мада су шумске контролне станице присутне и на Чирбаши и Бовасу. Северноиндијске поплаве 2013. уништиле су већи део ове стазе, а приступ је сада мало отежан изван Чирбашиа због пропадања стазе и 2 км широких стена.  

## Геологија
Ганготри ледник је тип лединске долине, смештен у округу Утаркаши на Хималајима, и простире се у северозападном смеру. Овај ледник је између 30° 43'22 "–30° 55'49" (ширине) и 79° 4'41 "–79° 16'34" (дужине). Протежући се у висину од 4120 до 7000 метара надморске висине. Ово подручје се састоји од темељних стена гранита, шкриљца гранатне лискуне, шкриљца кварцног биотита, шкриљца кјанита, ауген гнајса и тракастог аугена гнајса.  Ледник се састоји од различитих таложних својстава као што су чуњеви талуса, вентилатори снежних лавина, снежни мостови и мртве гомиле леда и ерозијских својстава попут пирамидалних и конусних врхова, назубљених гребена, ледничких корита, глатких стенских зидова, гребена и репова, водопада, басена стена, јаруга и ледничких језера. Дуж целог ледника формира се неколико уздужних и попречних пукотина дуж којих су се разбили ледени блокови. Зона аблације прекривена је густом гомилом надглацијалних морена и карактерише је неколико ледених одсека који се топе у базене надглацијалних језера . Због слегања и брзе дегенеративне природе глечера, његово средиште је пуно супраглацијалних језера. 
Укупан ледени покривач је приближно 200 км² и има око 20 км³ запремине леда. 

## Притоке
Овај ледник има три главне притоке, наиме Рактварн (15,90 км), Чатуранги (укључујући Каландини бамак) (22,45 km) и Кирти (11,05 km) и више од 18 мањих приточних ледника; међу њима су важни Телу, Светварн, Ниламбар и Пилапани. Слично томе, Сета, Суралаја и Васуки су главне притоке које чине систем Чатуранги, док се систем Кирти састоји од само три приточна ледника. Поред ова три главна приточна система, неки други приточни ледници овог подручја одводе се директно у ледник Ганготри; међу њима су важни Свачанд, Мианди, Сумеру и Ганохим. Још четири ледника, Маитри, Меру, Бригупант и Манда сливају се у реку Багирати. Укупна површина ледника је 258,56 км², од чега систем Ганготри обухвата 109,03 км², а затим Чатуранги (72,91 km²), Рактварн (45,34 км²) и Кирти (31,28 km²). Преостала четири ледника садрже 29,41 км² леденог подручја; међу њима максималан допринос је ледник Биргупант (14,95   км²).

## Повлачење
НАСА, заједно са научницима из Америчког геолошког завода (УСГС) и Националног центра за податке о снегу и леду (НСИДЦ), развија глобални попис свих светских ледника како би помогла истраживачима да прате историју сваког ледника. Према њима, ледник Ганготри, тренутно 30,2 km дужине и између 0,5 и 2,5 км ширине, један је од највећих на Хималајима. Овај ледник се непрестано повлачи од почетка мерења 1780. године. Подаци за 61 годину (1936–96) показују укупну рецесију ледника на 1147 м, са просечном стопом од 19 м годишње.  Међутим, током последњих 25 година 20. века повукао се за више од 850 метара (34 метра годишње),  и 76 метара између 1996. и 1999. године (25 метара годишње)  